# クラカマス・コミュニティ・カレッジ
クラカマス・コミュニティ・カレッジ（Clackamas Community College, CCC）はアメリカ合衆国オレゴン州のオレゴンシティにあるコミュニティ・カレッジ。オレゴン州道213号線とモララ・アベニューが交差する所に位置し、ポートランド都市圏の南端にほぼ接している。大学の近辺にはトライメットとサウス・クラカマス・トランスポーテーション・ディストリクト（共に現地の公共交通機関）が乗り入れており、パーク・アンド・ライドが一般的に行われている。
CCCの最も大きな特徴はキャンパスの安全と治安への取り組みである。クラカマス郡保安官との同意を通じてキャンパスの安全管理者が特別代理保安官に任命され、銃器の所持が許可される。CCCはオレゴン州で唯一管理者が本物の銃を所持する大学である
CCCはオレゴンシティの中央キャンパス、ミルウォーキーのハーモニー・キャンパス、及びウィルソンヴィル・キャンパス呼ばれる3つのキャンパスを持つ。

## オレゴンシティ・キャンパス
CCCのメインキャンパスはオレゴンシティのサウス・モララ・アベニュー沿いにある。1968年に開学。2年間のクラカマス郡の高等学校等を中心とした暫定キャンパスを経て設置された初めての常設キャンパスである。
オレゴンシティ・キャンパスは次の建物から成る。
- クレアモント・ホールは、1968年に着工した同大学の初めての常設建築物である。開館当時はこの建物が一つの学校、現在は園芸学科、刑事裁判学科、安全運転教育事務所が使用している[3]。

- バーロウ・ホールは2番目に完成した常設建築物である。公衆安全、印刷複製、工場の業務操業、学生出版、情報技術サービス、実習、自動車整備、車体と塗り替え、部品製造、コンピューター支援製造、機械工場、外国語など様々な学科と教室があり、多くの管理事務室も同建物内にある[4]。

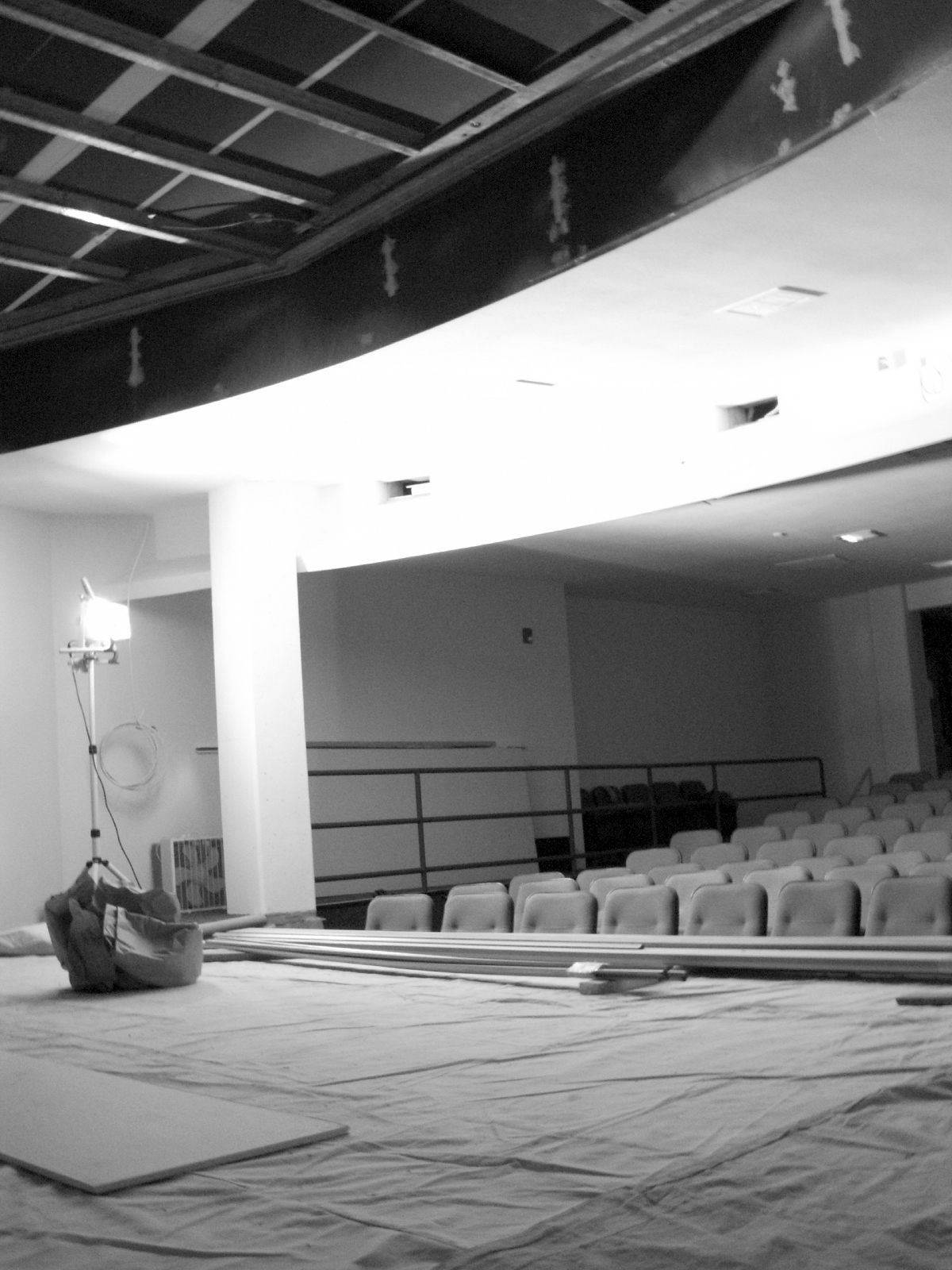
講義ホール化の工事を受けるマクローリン・シアター。写真はアダム・J・マンレーによる。

- マクローリン・ホールは、ジョン・マクローリン博士の名にちなみ、業務用コンピューター室、教職員オフィス、一般教室、そして本屋を収めている。最近まで、マクローリン・ホールにはCCCの演劇プログラムもあった。ニーマイヤー・センターとオスターマン・センターが完成と共に演劇プログラムが移動し、今まで同プログラムが使っていた部屋にはキャンパス・セーフティーなど多くのオフィスが入った。マクローリンの舞台ホールは、講義ホールとして使われている[5]。

## ハーモニー・キャンパス
ハーモニー・キャンパスの住所は 7616 S.E. Harmony Road, Milwaukie, Oregon である。

## ウィルソンヴィル・キャンパス
ウィルソンヴィル・キャンパスの住所は 29353 Town Center Loop E, Wilsonville, Oregon である。 